# Tratten, Pargas
Tratten är en ö i Finland. Den ligger i Skärgårdshavet och i kommunen Pargas i landskapet Egentliga Finland, i den sydvästra delen av landet. Ön ligger omkring 35 kilometer söder om Åbo och omkring 150 kilometer väster om Helsingfors.
Öns area är 1,2 hektar och dess största längd är 180 meter i öst-västlig riktning. Närmaste större samhälle är Väståboland, 18,8 km norr om Tratten.